# 羁縻
羁縻，《史记·司马相如传·索隐》说：“羁，马络头也；縻，牛韁也”，引申为笼络控制。实行羁縻政策的地区名义上从属朝廷，实际由当地原住民首领自行统治。唐朝对西南、西北等少数民族採行羁縻政策，承认当地土著贵族，封以王侯，開放貿易。宋、元、明、清几个王朝称土司制度。
越南、朝鮮等漢字文化圈國家也曾對於所統治的少數民族地區沿用中國的羈縻政策，委任部族首領進行統治。

## 漢朝
漢朝封少數民族首領為“王”、“侯”、“長”，又用和親、朝貢、互市等籠絡方法。

## 南北朝至唐朝
南北朝時，往往同時有多個政權均聲稱自己是天下之主，要求周邊諸國朝貢，各小國往往也同時向多個大國朝貢，更有一些國家一邊接受朝貢，一邊又向更大的政權朝貢。這都使得這一時期的朝貢體系呈現出多元的網狀特徵。即便是在唐朝國力鼎盛之時，日本、渤海等國也力圖成為次級的朝貢中心，甚至互稱對方的使節是“貢使”。
同時，這段時間內中原政權往往採取“羈縻”政策取代原有的冊封制度，最主要的特點是，封賜的不再僅僅是王號，而是和直屬官員相同的官職，比如南朝宋順帝就曾封百濟國君為“鎮東大將軍”，封日本國君為“安東大將軍”。唐太宗時開始，更普遍封賜各內屬的地方首領官職，設立羈縻州、縣，以體現其“華夷一家”的思想。如渤海國君被封為“忽汗州大都督”、疏勒國君被封為“疏勒都督”等等。
唐朝羈縻制度有三種情況：
1. 在唐朝軍事力量籠罩之下的地區設立的羈縻州、縣。長官由部族首領世襲，自治內部事務，有著象徵性的進貢，但是負有一些責任，包含忠於中原政權、不吞併其他羈縻單位與內地州縣，以及按照要求提供軍人等，中原政權視之為領土，文書用“敕”；
2. 所謂的藩屬國，如疏勒、南詔、回紇、契丹等，一般封為都督或郡王，他們擁有自己的統治區域，首領的政治合法性來自於中原政權的冊封，不能自主，中原政權視之為臣屬，文書用“皇帝問”；
3. 所謂的“敵國”和“絕域之國”，如吐蕃、日本等，雖然亦有冊封，然多為對現實情況的事後追認，首領的統治合法性並不依賴於中原政權的冊封，中原政權的文書亦多用“皇帝敬問”。

## 宋朝
宋朝之後，進一步加強了對第一種情況的羈縻州、縣的控制，在部族首領之外，加派中原政府任命的監管官員。羁縻州下设县或羁縻县、峒。对应的官制为知州、知县、知峒。

## 元朝以後
高麗是元朝的附庸國，元日戰爭時高麗國王也被冊封為“征東行省丞相”。此外，元朝皇帝名義上是西方蒙古汗國（主要是伊兒汗國）的宗主，後逐漸採用傳統上的朝貢體系，例如元世祖忽必烈和元成宗鐵穆爾先後頒發給伊兒汗國刻有漢字“王府定國理民之寶”、“真命皇帝和順萬夷之寶”的方印。
明代延續元朝的土司制度，封西南地區当地原住民首领為名義上的官員，受朝廷監管。此外還在北方設立羈縻衛所，籠絡長城以外的部族首領。
經歷明代小規模及清代中期雍正年間大規模的改土歸流，原屬土司的領地實際上被納入中原王朝的直屬領土之中。民國後，土司制度仍存。直至中華人民共和國成立，才正式廢止所有土司。